# Shahrestān di Sar'eyn
Lo shahrestān di Sar'eyn (farsi شهرستان سرعین) è uno dei 10 shahrestān della provincia di Ardabil, in Iran. Il capoluogo è Sar'eyn. Lo shahrestān è suddiviso in 2 circoscrizioni (bakhsh): 
- Centrale (بخش مرکزی)
- Sabalan (بخش سبلان)